# Zespół anoftalmiczno-przełykowo-genitalny
Zespół anoftalmiczno-przełykowo-genitalny (zespołowa mikroftalmia typu 3, zespół Rogersa, ang. Rogers' syndrome, anophthalmia-esophageal-genital syndrome, AEG syndrome, syndromic microphthalmia type 3) – zespół wad wrodzonych, na którego obraz kliniczny składają się atrezja przełyku, anoftalmia i nieprawidłowości budowy narządów płciowych. 
Jako pierwszy zespół opisał R. C. Rogers w 1988 roku u 11-miesięcznego niemowlęcia płci męskiej z anoftalmią, atrezją przełyku i spodziectwem. Kolejne opisane przypadki sugerowały nieprzypadkowość takiego zestawienia wad wrodzonych.
U jednego niemowlęcia płci żeńskiej, zmarłego 45 godzin od porodu, z obustronną anoftalmią, wrodzoną wadą serca i wadami narządów płciowych, stwierdzono delecję dystalnego odcinka długiego ramienia 3 chromosomu (46,XX,del3q27-qter). U kolejnych dwóch pacjentów stwierdzono zrównoważone translokacje obejmujące region 3q27. Kilka lat później u jednego z tych niemowląt dokładniejszym badaniem wykazano obecność mikrodelecji, obejmującej gen SOX2 w locus 3q27. Mutacje SOX2, który jest genem homeotycznym, stwierdzono u wielu pacjentów z mikroftalmią; okazało się, że odpowiadają również za część przypadków zespołu AEG.